# El camino de San Diego
El camino de San Diego es una película argentina-española de 2006, dirigida por Carlos Sorín y producida por K&S Films. Fue estrenada el 14 de septiembre de 2006, en Buenos Aires.

## Sinopsis

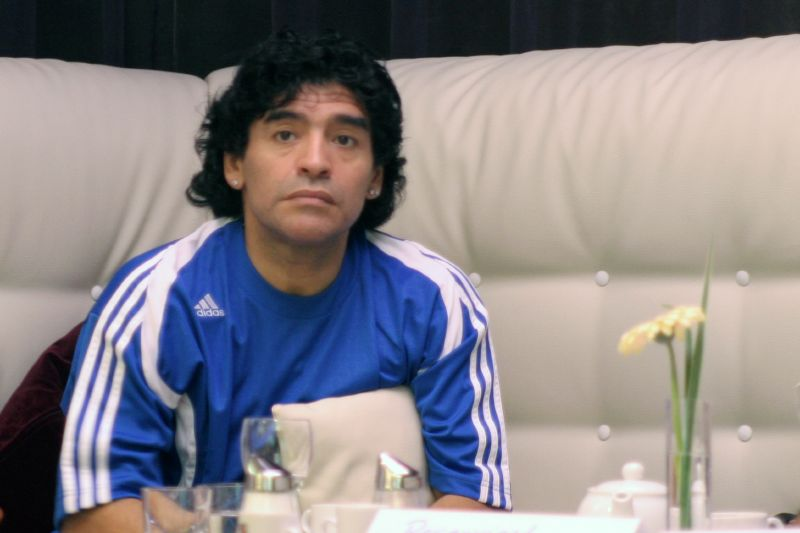
El camino de San Diego es una película de contenido social, sobre la idolatría al futbolista Diego Maradona, entre la gente común.

La película fue filmada en la provincia de Misiones y se trata básicamente de una “road movie” (película de camino). El relato está ambientado en 2004, en momentos en que el futbolista argentino Diego Maradona fue internado por graves problemas cardíacos, y miles de personas se movilizaron hasta el hospital en el que estaba siendo atendido, para pedir por su salud y expresarle su afecto.
En ese contexto, la película cuenta la historia de Tati Benítez, un humilde trabajador de la madera, que vive en una pequeña población rural en la norteña provincia de Misiones, quien se encuentra desocupado, tiene a su joven esposa (Paola Rotela) embarazada y es admirador de Maradona. Tati encuentra en la selva una gran raíz de timbó, que a sus ojos reproduce la imagen de su ídolo. Cuando Tati se entera de la internación de Maradona, decide peregrinar hacia la lejana Buenos Aires, para entregarle su precioso tesoro, conociendo en el camino otros personajes, con sus propias preocupaciones exactas .

## Elenco
- Ignacio Benítez (Tati Benítez)
- Carlos Wagner Messerlian La Bella (Waguinho)
- Paola Rotela (esposa de Tati)
- Silvina Fontelles (Señora Matilde)
- Miguel González Colman (Silva)
- José Armónico (Gauna)
- Toti Rivas (El Tolo)
- Marisol Córdoba] (esposa del Tolo)
- Otto Mosdien (pastor Otto)
- Claudio Uassouf (cura)
- Lila Cáceres (madre joven)
- Pascual Condito (Pascual)
- Juan Villegas (dueño de casa de fotografía)
- Walter Donado (chofer de ambulancia)
- Leonardo Ramírez Boll (acompañante en la ambulancia)
- Aníbal Maldonado (contrabandista)
- Alberto Rodríguez Mujica (dueño de regionales)
- Alberto Rodríguez (Rodríguez)
- María Marta Alvez (Soledad)
- Alfredo Lorenzo (Guardia)
- Alfredo Valles (ciego)
- Jose Wisniewsky (El Polaco)

*Macarena Duarte (hija de Tati Benítez)

## Premios
- Festival Internacional del Nuevo Cine Hispanoamericano de La Habana (2006): Gran Coral (segundo premio)
- Festival Internacional de Cine de San Sebastián (2006): Premio especial del jurado